# André Testut
André Testut   (segon districte de Lió, 13 d'abril de 1926 - segon districte de Lió, 24 de setembre de 2005) va ser un pilot de curses automobilístiques monegasc que va arribar a disputar curses de Fórmula 1.

## A la F1
Va debutar a la segona cursa de la temporada 1958 (la novena temporada de la història) del campionat del món de la Fórmula 1, disputant el 18 de maig del 1958 el GP de Mònaco al Circuit de Montecarlo.
André Testut va participar en dues curses puntuables pel campionat de la F1, en dues temporades diferents (1958 - 1959) no aconseguint qualificar-se per disputar cap de les curses i no assolí cap punt pel campionat.

## Resultats a la Fórmula 1
| Any  | Equip                  | Xassís   | Motor    | 1       | 2       | 3   | 4   | 5   | 6   | 7   | 8   | 9   | 10  | 11  | Posició | Punts |
| ---- | ---------------------- | -------- | -------- | ------- | ------- | --- | --- | --- | --- | --- | --- | --- | --- | --- | ------- | ----- |
| 1958 | André Testut           | Maserati | Maserati | ARG     | MON NVQ | HOL | 500 | BEL | FRA | GBR | ALE | POR | ITA | MAR | -       | 0     |
| 1959 | Monte Carlo Auto Sport | Maserati | Maserati | MON NVQ | 500     | HOL | FRA | GBR | ALE | POR | ITA | USA |     |     | -       | 0     |

### Resum
| Curses: | Victòries: | Pòdiums: | Poles: | Voltes ràpides: | Punts: |
| ------- | ---------- | -------- | ------ | --------------- | ------ |
| 2       | 0          | 0        | 0      | 0               | 0      |